# Rapunzel il musical
Rapunzel il musical è una commedia musicale in due atti, liberamente tratta dalla fiaba Raperonzolo dei Fratelli Grimm, rivisitata da Maurizio Colombi, e scritta in collaborazione con Federico Del Vecchio e Giulio Nannini.
Le musiche originali sono state scritte da Davide Magnabosco, Alex Procacci e Paolo Barillari. I tre autori, caratterizzati da stili differenti, hanno saputo creare una colonna sonora che amalgama perfettamente generi musicali diversi: Magnabosco ha realizzato i pezzi più classici e sinfonici, Procacci si è occupato di quelli vocalmente all'avanguardia, e Barillari di quelli pop e folk.
La prima dello spettacolo è stata il 19 dicembre 2014 presso il teatro Brancaccio di Roma.
Il cast originale vanta la partecipazione di Lorella Cuccarini nel ruolo di madre Goethel, Alessandra Ferrari nel ruolo di Rapunzel e Giulio Corso nel ruolo di Phil.
Lo spettacolo è stato un grande successo a Roma nella stagione teatrale 2014/15, tanto da essere prorogato per più di un mese e con più di 50.000 spettatori.

## Sinossi
Lo show di Rapunzel è una storia di amore, amicizia, potere e magia.
Gothel è la principessa di un regno che, a causa di una salute compromessa, comincia a vivere nell'ombra della sorella Gretel (l'attrice e cantante Barbara Di Bartolo) che, bella e sana, viene designata regina al suo posto. Gothel, sentendosi rifiutata, viene dominata dall'ossessione per la bellezza e si dedica alla stregoneria e allo studio delle erbe officinali: è così che scopre il fiore raperonzolo ed il suo straordinario potere, capace di donarle nuovo splendore.
Gretel, divenuta regina, non riesce ad avere figli e si ammala gravemente. Il Re chiede alla sorella un rimedio che aiuti la moglie a guarire. Gothel prepara così un filtro con il fiore, in cambio di una promessa: il figlio nato sarebbe stato allevato da lei stessa.
Nasce Rapunzel, fonte di giovinezza per madre Gothel, la quale si lega tanto morbosamente alla bambina da rapirla e confinarla in una torre, dove cresce senza alcun contatto con il mondo esterno, fino al compimento del suo diciottesimo compleanno. In quel giorno Phil, un ladro scanzonato scappato dopo un furto, si imbatte nella torre aiutando Rapunzel ad uscire e scoprire la realtà circostante.

## Team Creativo
Regia: Maurizio Colombi
Autori del libretto: Maurizio Colombi, Federico Del Vecchio e Giulio Nannini
Musiche: Davide Magnabosco, Alex Procacci e Paolo Barillari
Direzione Musicale e Arrangiamenti: Davide Magnabosco
Cori e Direzione Vocale: Alex Procacci
Coreografie: Rita Pivano
Disegno Luci: Alessandro Velletrani
Disegno Audio: Maurizio Capitini
Costumi: Francesca Grossi
Effetti Speciali: Erix Logan
Effetti Speciali Aerei: Max Martinelli
Aiuto Regia: Giulio Nannini e Federico Del Vecchio
Segretaria di Produzione: Serena Bonanno
Direttore di Produzione: Carlo Buttò
Produttore: Alessandro Longobardi per Viola Produzioni S.r.l.

## Cast
Cast Ufficiale - Stagione 2014/15
Madre Gothel: Lorella Cuccarini
Rapunzel: Alessandra Ferrari
Phil: Giulio Corso
Re Gilbert/Macellaio: Goffredo Maria Bruno
Regina Gretel/Locandiera: Barbara Di Bartolo
Segugio/Milord: Donato Altomare
Rosa: Alessandra Ruina
Spina: Martina Gabbrielli
Capitano: Giovanni Mocchi
Cantastorie/Igor/Soldato: Lorenzo Grilli
Polifemo/Popolano: Maurizio Semeraro
Gamba di legno/Popolano/Guardia: Ezio Ferraro
Popolano/Guardia: Filippo Grande
Popolano/Guardia: Alfonso Capalbo
Popolana/Rapunzel Bambina: Vanessa Innocenti
Popolana/Guardia: Mariachiara Centorami
Popolana/Guardia: Eleonora Peluso

## Numeri Musicali
Primo Atto
1. Ouverture (Magnabosco)
2. Senza un erede (Magnabosco)
3. Fiore di luce (Magnabosco)
4. È Nata (Procacci)
5. Rapunzel è mia (Magnabosco)
6. Suite a 5 stelle (Magnabosco)
7. Quella Luce (Barillari)
8. Questo non è un Hotel (Barillari)
9. Il mio nome è Phil (Procacci)
10. Se immagini puoi (Magnabosco)
11. La mia vita è lei (Barillari)

Secondo Atto
1. Ouverture (Magnabosco)
2. Giorno di festa (Magnabosco)
3. Il tempo è immobile (Magnabosco-Procacci)
4. Go to hell (Magnabosco)
5. Mondo Malvagio (Magnabosco)
6. Dove Sarai (Procacci)
7. È nata - Bows (Procacci)

## Premi
Rapunzel il Musical ha vinto nel contesto dell'Oscar Italiano del Musical 2016, tre premi:
- Migliori Scenografie - Alessandro Chiti
- Miglior Attore Protagonista - Giulio Corso
- Miglior Attrice Protagonista - Lorella Cuccarini